# Beaumont (Puy-de-Dôme)
Beaumont è un comune francese di 11 113 abitanti situato nel dipartimento del Puy-de-Dôme nella regione dell'Alvernia-Rodano-Alpi.

## Amministrazione

### Gemellaggi
- Russi (Italia)

## Società

### Evoluzione demografica
Abitanti censiti